# Badgered
Badgered ist ein britischer Kurz-Zeichentrickfilm von Sharon Colman aus dem Jahr 2005. Der Filmtitel spielt mit den Worten badge (dt. Dachs) und to badge (jemanden belästigen).

## Handlung
Ein Dachs versucht, in seinem Bau unter einem Hügel Winterschlaf zu halten. Zwei Krähen sitzen auf dem Baum, der auf dem Hügel steht, und stören mit ihrem Gekrähe seinen Schlaf. Der Dachs kriecht aus seinem Bau und mahnt die Krähen zu Ruhe, die jedoch nur kurz anhält. Auch der Versuch des Dachses, sich die Ohren mit Laub zu verstopfen, schlägt fehl.
Plötzlich kommt ein Transporter am Hügel an, sägt ihn durch und lagert drei Interkontinentalraketen im Hügel. Da eine Raketenspitze direkt im Bau des Dachses endet, verdeckt er sie mit Erde und fällt, beim Versuch sich etwas tiefer ins Erdreich zu graben, in den Raketenraum. Aus Versehen aktiviert er die Raketen, die schließlich abgefeuert werden. Die letzte bleibt im Dachshügel stecken. Der Dachs kehrt in seinen Bau zurück und versucht zu schlafen. Die Krähen werden wieder laut. Eine fallende Krähenfeder bringt schließlich die letzte, im Hügel steckende Rakete, zur Explosion. Es folgt Stille und der Dachs schläft endlich ein. Eine letzte Einstellung zeigt beide Krähen ohne Federkleid und zaghaft krähend; der Dachshügel ist zur Hälfte verkohlt.

## Produktion
Regisseurin, Drehbuchautorin und Zeichnerin Coleman studierte von 2004 bis 2005 an der National Film and Television School und legte mit Badgered ihren Abschlussfilm vor. Die Produktionskosten des Films beliefen sich auf rund 6000 Pfund Sterling.
Badgered erlebte seine Premiere im Rahmen der Reihe Cinéfondation auf den Internationalen Filmfestspielen von Cannes 2005.
Die Tierlaute wurden von Rupert Degas eingesprochen. Der Film enthält keine Dialoge.

## Auszeichnungen
Badgered wurde bei der Oscarverleihung 2006 für den Oscar in der Kategorie Bester animierter Kurzfilm nominiert, konnte sich jedoch nicht gegen The Moon and the Son: An Imagined Conversation durchsetzen.